# Europese weg 802
De Europese Weg 802 of E802 is een Europese weg die loopt van Bragança in Portugal naar Ourique in Portugal.

## Algemeen
De Europese weg 802 is een Klasse B-verbindingsweg en verbindt het Portugese Bragança met het Portugese Ourique en komt hiermee op een afstand van ongeveer 590 kilometer. De route is door de UNECE als volgt vastgelegd: Bragança - Guarda - Castelo Branco - Portalegre - Evora - Beja - Ourique.